# 424 v. Chr.
Portal Geschichte | Portal Biografien | Aktuelle Ereignisse | Jahreskalender | Tagesartikel

◄ |
6. Jahrhundert v. Chr. |
5. Jahrhundert v. Chr. |
4. Jahrhundert v. Chr. |
►

◄ | 440er v. Chr. | 430er v. Chr. | 420er v. Chr. | 410er v. Chr. |
400er v. Chr. |
►

◄◄ | ◄ | 427 v. Chr. | 426 v. Chr. | 425 v. Chr. | 424 v. Chr. |
423 v. Chr. |
422 v. Chr. |
421 v. Chr. |
► |
►►

## Ereignisse

### Politik und Weltgeschehen

#### Italien
- Die Samniten erobern Pompeji und Capua.

#### Griechenland

Ort der Schlacht von Delion

- Peloponnesischer Krieg: Das mit Sparta verbündete Böotien unter Pagondas besiegt Athen in der Schlacht von Delion.
- Im Kampf um Megara gelingt Athen die Eroberung des Hafens Nikaia, nicht jedoch die Eroberung der Stadt Megara selbst.

#### Thrakien
- Seuthes I. wird König der Odrysen in Thrakien.

#### Perserreich
- Dezember: Xerxes II. wird nach dem Tod seines Vaters Artaxerxes I. Großkönig des persischen Achämenidenreiches.

### Kultur
- Die Komödie Hippeis (Die Ritter) von Aristophanes, mit der der aufstrebende Dichter den „Altmeister“ der Komödie Kratinos verspottet, wird bei den Lenaia uraufgeführt und erringt den ersten Preis.

### Natur und Umwelt
- Mondfinsternis vom 28./29. September 424 v. Chr.

### Sport
- Dorieus, Sohn des Diagoras von Rhodos, gewinnt zum dritten Mal das Pankration bei den Olympischen Spielen und wird damit neuerlich Periodonike.

## Gestorben
- Dezember: Artaxerxes I., persischer Großkönig des Achemänidenreiches
- Hippokrates, athenischer Stratege
- um 424 v. Chr.: Herodot, griechischer Historiker